# Halte de Serdinya
Halte de Serdinya – przystanek kolejowy w Serdinya, w departamencie Pireneje Wschodnie, w regionie Oksytania, we Francji. Jest zarządzana przez SNCF (budynek dworca) i przez RFF (infrastruktura). 
Został otwarty w 1910 przez Compagnie des chemins de fer du Midi et du Canal latéral à la Garonne. Jest obsługiwany przez pociągi TER Languedoc-Roussillon.

## Położenie
Przystanek znajduje się na Ligne de Cerdagne, w km 4,990, na wysokości 526 m n.p.m., pomiędzy stacjami Villefranche - Vernet-les-Bains i Joncet. 

## Linie kolejowe
- Ligne de Cerdagne